# Territorio nacional de Misiones
Territorio nacional de Misiones fue el nombre con que se conoció a una jurisdicción política que fue la base de la actual provincia argentina de Misiones. Era uno de los territorios remanentes que integraron las misiones jesuíticas guaraníes. Luego de perder su autonomía en 1827, fue parcialmente ocupado en 1834 por fuerzas paraguayas, las que fueron desalojadas por la Argentina en 1865. En 1881, ese país formó con esta región el «territorio nacional de Misiones», en espera de la resolución de la disputa con el Brasil por las áreas al este de los ríos San Antonio y Pepirí Guazú. 

## Antecedentes
El 14 de enero de 1827 fue destituido el último gobernante autónomo de Misiones, Félix de Aguirre, siendo nombrado gobernador Mariano Aulestia, quien se puso bajo las órdenes de la provincia de Corrientes que ocupó el territorio al sur del río Aguapey. Esta provincia reivindicó todo el territorio misionero el 1 de septiembre de 1832.
En 1865 durante la Guerra de la Triple Alianza, las tropas paraguayas fueron desalojadas de las zonas que ocupaban en Misiones desde 1834, siendo recuperado el territorio por la República Argentina e incorporado a Corrientes.

## Territorio nacional
El 22 de diciembre de 1881, por ley nacional se federalizó a Misiones, separándola de la provincia de Corrientes, creándose el territorio nacional de Misiones, que recibió a su primer gobernador (coronel Rudecindo Roca) el 1 de enero de 1882. La nueva capital fue el pueblo de Corpus que pasó a ser llamado “Ciudad de San Martín”, sin embargo el gobernador residía en la actual ciudad de Posadas que seguía perteneciendo a Corrientes. El gobernador de Corrientes promulgó la ley provincial de cesión de Posadas el 22 de agosto de 1882. Por la ley Nacional n.º 1437 del 30 de julio de 1884 Posadas fue incorporada al territorio nacional de Misiones y declarada su capital.
Otro decreto del 16 de marzo de 1882 dividió en cinco departamentos al territorio nacional de Misiones: San Martín (Corpus), Piray, San Javier e incluyendo en los departamentos Iguazú y Monteagudo a las áreas hasta los ríos Chapecó y Chopim.
El 16 de octubre de 1884 la Ley n.º 1532 organizó los territorios nacionales en gobernaciones. En esa época el territorio de las misiones mesopotámicas había quedado casi totalmente despoblado debido a las continuas guerras; esto motivó que el gobierno nacional promoviera la repoblación con inmigrantes polacos, ucranianos (principalmente desde la Galitzia y Podlaquia) quienes refundaron Apóstoles y fundaron otros pueblos (hoy ciudades) como Azara, Oberá, Montecarlo y Wanda, etc. A estos inmigrantes se sumaron daneses y alemanes (muchos de estos procedentes de los estados del sur del Brasil).
En 1891, Rudecindo Roca entregó el gobierno al coronel Benjamín Moritán, quien gobernó hasta 1893. Durante su administración fue creado el departamento Capital, el 9 de agosto de 1893.
El 7 de agosto de 1895, el gobernador Juan Balestra (1893 - 1896) dividió el territorio en catorce departamentos, lo cual fue confirmado el 30 de octubre de 1895 mediante un decreto del gobierno nacional:

Articulo 1: Divídese el Territorio Nacional de Misiones en catorce departamentos que se denominarán: de La Capital, San Carlos, Apóstoles, Concepción, San Jose, Cerro Cora, Candelaria, Santa Ana, San Ignacio y Corpus, San Javier, Campo Grande, San Pedro, Monteagudo y La Frontera.

Durante el gobierno de Juan José Lanusse (1896-1905) se reestructuró el territorio en trece departamentos a raíz del Laudo de Cleveland.
El 1 de enero de 1935 el gobierno nacional por ley n.º 12103 creó el parque nacional Iguazú.

## Laudo de Cleveland
En 1895 la República Argentina debió reconocer la soberanía brasileña sobre el territorio delimitado por los ríos San Antonio, Pepirí Guazú, Uruguay, Iguazú, Chapecó y Jangada en el este del entonces territorio nacional de Misiones. Estos dos últimos eran llamados Pequirí-Guazú y San Antonio Guazú por el gobierno argentino desde 1881 generándose una confusión que dio lugar al litigio, al no poder determinarse cuales eran los ríos Pepirí-Guazú y San Antonio fijados como límites por tratados entre España y Portugal, los límites orientales reivindicados a fines de siglo XIX por Argentina comenzaron siendo los ya citados río Pequirí Guazú (o Chapecó) hasta sus fuentes en el cerro de Oyárbide (Morro do Capão Doce) ubicado en las coordenadas 26°42′S 51°24′O / -26.700, -51.400 y el San Antonio Guazú (o Jangada). Ante la evidente resolución de Cleveland que dio razón a la posición brasileña, la Argentina intentó una solución intermedia como último recurso. Hubo un retroceso en la reclamación; se buscó mantener al caudaloso Pequirí Guazú como límite aunque ya no hasta sus fuentes en el cerro más elevado sino siguiendo una línea longitudinal que corría por las cercanías de las poblaciones actualmente llamadas Quilombo y Pato Branco (Pato Blanco) hasta el río Chopim, luego la frontera correría por este caudaloso curso hasta su desembocadura en el Iguazú y desde allí volvería hacia el oeste siguiendo la vaguada del río Iguazú. Unos 30 000 km² debieron ser reconocidos al Brasil por laudo del presidente estadounidense Cleveland del 5 de febrero de 1895.

el límite es formado y debe ser establecido por y sobre los ríos Pepiri (también llamado Pepiry-Guazú) y San Antonio, a saber: los ríos que el Brasil ha designado en su alegato y documentos que ha sometido a mi examen, como constituyendo el límite y precitado sistema denominado del Oeste.

## Provincialización
El 10 de diciembre de 1953 por iniciativa del presidente Juan Domingo Perón, la ley n.º 14 294 dispuso la provincialización del territorio nacional de Misiones.
En 1954 el comisionado nacional Claudio Arrechea convocó a elecciones para la primera convención constituyente de la provincia de Misiones, que se reunió entre el 8 y el 12 de noviembre de 1954. El primer día de sesiones se presentó el único proyecto con la firma de todos los convencionales que fue aprobado sin reformas.